# David Henrie
David Clayton Henrie (Mission Viejo, 11 de julho de 1989) é um ator estadunidense. É mais conhecido por seu papel de destaque como Justin Russo em Os Feiticeiros de Waverly Place.

## Biografia
Henrie nasceu em Mission Viejo, Califórnia, filho de Linda e Jim Henrie, e cresceu em Phoenix, Arizona É irmão do ator Lorenzo Henrie. Foi criado como católico romano e, de acordo com sua página eletrônica oficial, vem duma "grande família italiana". Henrie é fã de hóquei no gelo.

## Carreira
David fez suas duas primeiras audições nacionais em comerciais, para o Burger King e Quaker Oats. David fez seu primeiro papel para a série de televisão Providence, e passou a conseguir um papel de estrela convidada do episódio de estréia de Without a Trace. Ele também foi visto noutros programas de TV, como How I Met Your Mother, onde interpreta o filho, e também em Judging Amy, Navy NCIS: Naval Criminal Investigative Service, House, M.D., e Cold Case.
Aos treze anos, David conseguiu seu primeiro grande papel em The Pitts. Em seguida, conseguiu o papel principal no telefilme Monster Makers, com Linda Blair e George Kennedy, e participou também do filme The Hollywood Mom's Mystery.
Aos dezoito anos, tem o papel de Justin Russo na série da Disney Channel, Wizards of Waverly Place. A série estreou em 12 de outubro de 2007. Devido a seu envolvimento com a Disney Channel, David competiu no Disney Channel Games de 2008. Foi capitão da Equipe Verde, também conhecida como Cyclones. Teve um papel no filme da Disney Channel, Dadnapped. Antes de seu atual papel em Wizards of Waverly Place, ele teve um trabalho recorrente em That's So Raven, como Larry. Henrie também tem um papel recorrente em How I Met Your Mother e fez uma aparição como ele mesmo em um episódio de JONAS L.A.. Segundo a Reuters, David foi oficialmente nomeado o grande marechal da Toyota Race Pro/Celebrity de 2009.
David é creditado com a escrita de dois episódios de Wizards of Waverly Place, Logo Alex, e o especial Meet The Werewolves.
David está no filme Little Boy como London Busbee. Ele também faz parte do elenco de Grown Ups 2, que também traz no elenco os atores Taylor Lautner e Adam Sandler.
David começou sua carreira de realizador enquanto gravava a série da Disney "Feiticeiros de Waverly Place", tendo escrito um dos episódios da série.[carece de fontes?]

## Filmografia

### Filmes
| Ano  | Título                              | Papel          | Notas                  |
| ---- | ----------------------------------- | -------------- | ---------------------- |
| 2003 | Monster Makers                      | Danny Burke    | Filme para a televisão |
| 2004 | The Hollywood Mom's Mystery         | Oliver Palumbo | Filme para a televisão |
| 2004 | Arizona Summer                      | Bad            |                        |
| 2009 | The Alyson Stoner Project           | DJ Prep        |                        |
| 2009 | Dadnapped                           | Wheeze         | Filme para a televisão |
| 2009 | Wizards of Waverly Place: The Movie | Justin Russo   | Filme para a televisão |
| 2010 | Kari-gurashi no Arietti             | Shawn          | Voz em inglês          |
| 2011 | The Assistants                      | Mike Beadle    | Filme para a televisão |
| 2013 | Grown Ups 2                         | Zac            |                        |
| 2013 | Walt Before Mickey                  |                | Filme da Disney        |
| 2013 | Little Boy                          | London Busbee  |                        |
| 2013 | 1000 to 1                           | Cory Weissman  |                        |
| 2015 | Paul Blart: Mall Cop 2              |                | Papel de apoio         |
| TBA  | Reagan                              |                |                        |

### Televisão
| Ano       | Título                                          | Papel          | Notas                                     |
| --------- | ----------------------------------------------- | -------------- | ----------------------------------------- |
| 2002      | Providence                                      | Mark Triedman  | Episódio: "Gotcha"                        |
| 2002      | Without a Trace                                 | Gabe Freedman  | Episódio: "Birthday Boy"                  |
| 2003      | The Pitts                                       | Petey Pitt     | 7 episódios                               |
| 2003      | The Mullets                                     |                | Episódio: "Grudge Match"                  |
| 2003      | Judging Amy                                     | Jeremy         | Episódio: "Sex and the Single Mother"     |
| 2004      | The D.A.                                        | Alex Henry     | Episódio: "The People vs. Patricia Henry" |
| 2004      | Method & Red                                    | Skyler Blaford | 9 episódios                               |
| 2004      | Jack & Bobby                                    | Sniffly        | Episódio: "The Kindness of Strangers"     |
| 2004      | Navy NCIS: Naval Criminal Investigative Service | Willy Shields  | Episódio: "Terminal Leave"                |
| 2004      | That's So Raven                                 | Larry          | 12 episódios (2004-2007)                  |
| 2005      | House, M.D.                                     | Tommy          | Episódio: "Cursed"                        |
| 2005-2014 | How I Met Your Mother                           | Luke Mosby     | 2005-2014                                 |
| 2006      | Cold Case                                       | Dale Wilson    | Episódio: "Fireflies"                     |
| 2007-2012 | Wizards of Waverly Place                        | Justin Russo   | 106 episódios                             |
| 2008      | Disney Channel Games                            | Ele Mesmo      | Equipe Verde                              |
| 2009      | The Suite Life on Deck                          | Justin Russo   | Episódio: "Double-Crossed"                |
| 2009      | Disney Channel's 3 Minute Game Show             | Ele Mesmo      | 2 episódios                               |
| 2010      | JONAS L.A.                                      | Ele Mesmo      | Episódios: "Boat Trip", "On the Radio"    |
| 2010      | Easy to Assemble                                | Ethan          | 3 episódios                               |
| 2013      | Arrested Development                            | Ele Mesmo      | Episódio: "It Gets Better"                |
| 2024      | Os Feiticeiros Além de Waverly Place            | Justin Russo   |                                           |